# Vexillum macrospirum
Vexillum macrospirum är en snäckart. Vexillum macrospirum ingår i släktet Vexillum och familjen Costellariidae. Inga underarter finns listade i Catalogue of Life.